# Chili aux Jeux olympiques d'été de 1992
L'équipe de chilienne olympique participe aux Jeux olympiques d'été de 1992 à Barcelone. Le pays n'y remporte aucune médaille. L'athlète Gert Weil est le porte-drapeau d'une délégation chilienne comptant 12 sportifs (9 hommes et 3 femmes).